# The Lettermen
The Letterman est un groupe américain de pop music des années 1960. Il est formé en 1959 par Tony Butala, né le 20 novembre 1940 à Sharon en Pennsylvanie, Bob Engemann, né le 19 février 1936 à Highland Park au Michigan, et mort le 20 janvier 2013 à Provo, en Utah, et Jim Pike, né le 6 novembre 1938 à Saint-Louis, au Missouri.

## Histoire
De nombreux changements surviennent au cours des années. Bob Engemann quitte en 1967, et Jim Pike en 1974; Tony Butala reste le seul de la formation originale. Vingt de leurs singles figurent au Hit-parade américain au cours des années 1960. Leurs deux plus grands succès atteignent la septième place du palmarès: When I Fall In Love, de même que Goin' Out of My Head/Can't Take My Eyes Off You, certifié disque d'or pour les ventes aux États-Unis.

## Discographie sélective

### Albums
- 1962 : A Song For Young Love
- 1964 : She Cried
- 1977 : With Love From the Lettermen

### Singles
- 1961 : The Way You Look Tonight
- 1962 : Come Back Silly Girl
- 1962 : When I Fall in Love
- 1968 : Goin' Out Of My Head/Can't Take My Eyes Off You